# Ólafur Stefánsson
Ólafur Stefánsson (ur. 3 lipca 1973 w Reykjavíku) – islandzki piłkarz ręczny, reprezentant kraju. Obecnie występuje w duńskiej AG Kopenhaga. Gra na pozycji rozgrywającego.
Największy sukces z reprezentacją odniósł podczas Igrzysk Olimpijskich 2008 w Pekinie, zdobywając srebrny medal olimpijski.
Podczas mistrzostw Europy w 2010, w Austrii zdobył brązowy medal.
Na zakończenie turnieju został wybrany do Siódemki gwiazd jako najlepszy prawy rozgrywający.

## Sukcesy
reprezentacja:
- Wicemistrzostwo Olimpijskie: 2008
- 3.miejsce mistrzostw Europy: 2010

Valur Reykjavík:
- Mistrzostwo Islandii: 1993, 1994, 1995

SC Magdeburg:
- Mistrzostwo Niemiec: 2001
- Superpuchar Niemiec: 2001
- Liga Mistrzów: 2002
- Puchar EHF: 1999, 2001

BM Ciudad Real:
- Mistrzostwo Hiszpanii: 2004, 2007, 2008
- Puchar Ligi ASOBAL: 2004, 2005, 2006, 2007, 2008
- Superpuchar Hiszpanii: 2005, 2008
- Liga Mistrzów: 2006, 2008, 2009

## Nagrody indywidualne
- 2008: najlepszy prawy rozgrywający Igrzysk Olimpijskich w Pekinie
- 2010: Najlepszy prawy rozgrywający Mistrzostw Europy